# Nasa pteridophylla
Nasa pteridophylla är en brännreveväxtart. Nasa pteridophylla ingår i släktet färgkronor, och familjen brännreveväxter.

## Underarter
Arten delas in i följande underarter:
- N. p. geniculata
- N. p. pteridophylla